# Artista de Voz
Artista de voz é a arte de criação e interpretação de um personagem ou uma forma de fornecer informações a um público através exclusivamente da voz. Os artistas são frequentemente chamados de atores ou atrizes de voz. Exemplos de trabalho de voz original incluem personagens animados, fora do palco, fora da tela ou não visíveis em várias obras, como filmes, animes, programas de televisão, videogames, desenhos animados, documentários, comerciais, audiolivro, audiosérie, dramas e comédias de rádio, brinquedos de diversão, produções teatrais, shows de marionetes e jogos de áudio.
O papel de um artista de voz pode envolver canto, mais frequentemente quando se interpreta um personagem fictício, embora um artista separado seja às vezes alistado como a voz do personagem cantando. Também pode realizar simultaneamente a atuação de captura de movimento. A atuação de voz não ficcional é ouvida por meio de anúncios pré-gravados e automatizados que fazem parte da vida moderna cotidiana em áreas como lojas, elevadores, salas de espera e transporte público. Voz original é reconhecida como uma profissão dramática especializada no Reino Unido, principalmente devido à longa e histórica história da BBC Radio na produção de dramas de rádio.

## Tipos

### Dublagem
A profissão de voz mais famosa em território brasileiro é a dublagem onde substitui os diálogos do áudio original de filmes estrangeiros. Esse tipo de produção é responsável por manter a essência do produto original adaptando a cultura nacional. Os animes são os produtos mais famosos realizados pela dublagem brasileira. Outras produções que se é realizada são filmes, séries, novelas, animações, reality shows, documentários, entre outros. A distribuição desses produtos é variada em diferentes veículos de transmissão como mídia física, televisão, cinema, streamings e aluguel de mídia digital. A dublagem para jogos para videogames e computadores também são bastante populares, chamados de localização.
Para se tornar um dublador no Brasil, é preciso ser um ator profissional e frequentar cursos de dublagem. Diretores de dublagem são responsáveis por guiar o profissional a atingir o resultado esperado, por isso o diretor tem de ser um dublador muito experiente. Algumas celebridades no Brasil também fizeram dublagem, chamados pelo termo Star Talent.

### Voz Original
A atuação com voz original se baseia em criação e atuação de personagens através da voz usado bastante em narrativas como animações, audiolivro, audioserie, narração e locução. As vozes para personagens animados são fornecidas por artistas de vozes. Para produções live-action, geralmente envolve a leitura de partes de programas de televisão, despachantes de rádio ou outros personagens que nunca aparecem na tela. Com um drama de áudio, há mais liberdade porque não há necessidade de combinar com o ator original ou personagem animado. Produtores e agências geralmente estão à procura de muitos estilos de vozes, como vozes estrondosas para produções mais dramáticas ou vozes fofas e jovens para mercados mais modernos. Algumas vozes soam como pessoas comuns, naturais e cotidianas; todas essas vozes têm seu lugar no mundo da narração, desde que sejam usadas corretamente e no contexto certo.

### Voice-over
É a prática de tradução de locução, na qual os artistas alteram um filme ou série de televisão em língua estrangeira. É uma técnica de tradução audiovisual, na qual, diferentemente da  dublagem, as vozes dos atores são gravadas sobre a trilha sonora original, que pode ser ouvida ao fundo. Este método de tradução é mais frequentemente usado em documentários e reportagens para traduzir palavras de entrevistados em língua estrangeira.

### Narração
No contexto de profissão da voz, a narração é o uso de comentários falados para transmitir uma história a um público. Um narrador é um personagem pessoal ou uma voz não pessoal que o criador da história desenvolve para entregar informações sobre o enredo ao público. O ator que interpreta o narrador é responsável por executar as falas do roteiro atribuídas a ele. Em narrativas literárias tradicionais (como romances, contos e memórias), a narração é um elemento obrigatório da história; em outros tipos de narrativas (principalmente não literárias) (como peças, programas de televisão, videogames e filmes), a narração é opcional.

### Comercial
Um dos usos mais comuns é na publicidade comercial. O profissional é contratado para dar voz a uma mensagem associada ao anúncio. Isso tem diferentes subgêneros, como televisão, rádio, cinema e publicidade online. Os subgêneros são todos estilos diferentes por direito próprio. Por exemplo, os comerciais de televisão tendem a ser feitos com um padrão de inflexão estreito e plano (ou padrão de prosódia), enquanto os comerciais de rádio, especialmente os locais, tendem a ser feitos com um padrão de inflexão muito amplo em um estilo quase exagerado. Os profissionais de marketing e anunciantes usam esses arquivos em rádio, TV, anúncios online e muito mais. A produusada em anúncios comerciais tradicionalmente era a única área de dublagem em que a "de-breathing" era usada. Isso significa remover artificialmente as respirações da voz gravada. Isso é feito para impedir que o público se distraia de alguma forma da mensagem comercial que está sendo transmitida. No entanto, a remoção de respirações tornou-se cada vez mais comum em muitas outras áreas de atuação com a voz.

### Substituição automatizada de diálogo
ADR (abreviação de Automated dialogue replacement) é é o processo de regravação de diálogo pelo ator original após o processo de filmagem para melhorar a qualidade do áudio ou refletir mudanças de diálogo, também conhecido como "looping" ou "sessão de looping". ADR também é usado para alterar falas originais gravadas no set para esclarecer o contexto, melhorar a dicção ou o tempo , ou para substituir uma performance vocal acentuada. No Reino Unido, também é chamado de "pós-sincronização" ou "pós-sincronização".

### Anúncios automatizados
Artistas de voz também são usados para gravar os fragmentos de amostra individuais reproduzidos por um computador em um anúncio automatizado. Em sua forma mais simples, cada gravação consiste em uma frase curta que é reproduzida quando necessário, como os anúncio "mind the gap" introduzido no metrô de Londres ou os avisos sonoros nas estações de metro em São Paulo.

## Atuação de voz pelo mundo

### Estados Unidos
Em filmes, televisão e comerciais, atores de voz são frequentemente recrutados por meio de agências de dublagem.

### Reino Unido
O Reino Unido proibiu a transmissão das vozes de pessoas ligadas à violência na Irlanda do Norte entre 1988 e 1994, mas os produtores de televisão contornaram esta situação, simplesmente pedindo aos dubladores que dublassem imagens sincronizadas das pessoas que tinham sido proibidas.

### Japão
Artista de voz (Japonês: 声優, Hepburn: Seiyū) incluem desempenhar papéis em animes, dramas de áudio e videogames. Realizam dublagem para filmes não japoneses; e fornecer narração para documentários e programas semelhantes. O Japão tem aproximadamente 130 escolas de dublagem e grupos de atores de voz que geralmente trabalham para uma empresa de transmissão específica ou agência de talentos. Eles geralmente atraem seus próprios apreciadores e fãs, que assistem aos programas especificamente para ouvir seu artista favorito. Muitos seiyūs frequentemente se ramificam para a música, muitas vezes cantando os temas de abertura ou encerramento dos programas em que estrelam, ou se envolvem em projetos paralelos não animados, como dramas de áudio (envolvendo os mesmos personagens em novas histórias) ou canções de imagem (músicas cantadas no personagem que não estão incluídas no anime, mas que desenvolvem ainda mais o personagem).

### Brasil
O Brasil está cada vez mais crescendo sua produção de produtos originais. O produto de voz original mais famoso em território nacional é a animação Turma da Mônica. A maioria dos filmes estrangeiros nos cinemas recebem uma versão brasileira realizada por dubladores, e a maioria dos brasileiros tende a preferir assistir filmes em sua língua nativa. Muitos dubladores também são diretores de dublagem e tradutores.
Para se tornar um dublador no Brasil, é preciso ser um ator profissional e frequentar cursos de dublagem.